# فيوفايند
فيوفايند Vufind هو محرك بحث مفتوح المصدر خاص بالمكتبات تم بناءه وتطويره بواسطة المكتبات.. فيوفايند يسمح لمستخدمي المكتبة بالبحث في جميع موارد المكتبة بدلاً من استخدام الاوباك التقليدي إذا باختصار هو بوابة المكتبة حيث يمكنك هذا البرنامج من البحث في فهرس المكتبة أي في السجلات الببليوجرافية. وفي الكائنات الرقمية.. وفي المستودع الرقمي وفي كل مجموعات المكتبة الأخرى من خلال استخدام مربع بحث واحد، يعتمد علي أباتشي سولر Apache Solr كمنصة بحث متقدمه لتكشيف وفهرسة الموارد، لغات البرمجة التي بني بها النظام: جافا (later or 7 JDK Java Sun)Java وبي إتش بي، مع استخدام قواعد بيانات MYSQL

## الأهداف
الهدف من فيوفايند هو لتمكين المستفيدن من البحث والتصفح خلال جميع موارد مكتبتك من طريق استبدال أوباك مكتبتك التقليدي ليشمل مايلي:
- تسجيلات الفهرس الببلوغرافية
- المقتنيات المنشورة محلياً
- المقالات الرقمية المتاحة عبر الاشتراكات
- مواد المستودع المؤسسي الرقمي
- الببلوغرافيا المؤسساتية
- مواد ومجموعات المكتبات الأخرى

## المميزات

### البحث والاسترجاع

#### البحث والاسترجاع باللغة العربية في نظام فيوفايند
عند البحث والاسترجاع والفرز باللغة العربية تتم المعالجات التالية:
- توحيد «ي ى»   -   مثل على  علي
- توحيد «ه، ة» -   مثل  مدينة  و  مدينه
- توحيد «أ، إ، ا، آ»  -   مثل  أحمد   و   احمد
- تجاهل الكشيدة (المدة) -   مثل  مـديـنــــــــــــــــة   و   مدينة
- تجاهل علامات التشكيل -   مثل مُعَامِل
- تجاهل ال التعريف ووأو العطف  -   مثل المدينة ووالمدينة
- تجاهل كافة حروف السوابق مثل للـ وفـ وكـ ومـ وبـ وتـ مثل بالمدينة  فالمدينة  للمدينة
- تجاهل كافة حروف الللواحق مثل سعودي سعودة سعودية سعوديتان سعوديان سعوديات سعوديون سعوديين وكذلك مثل معلومات ومعلوماتية
- صيانة قائمة كلمات التوقفStop Words List  بحيث يتم تجاهلها في الفهرسة والبحث
- صيانة قائمة الكلمات الاستثنائية التي تحتوي على ألف لام أصلية بحيث لا يتم تجاهلها في الفرز والبحث،
- تجاهل الفراغات بين عناصر الاسم العربي المركب في البحث والاسترجاع، مثل «عبد الرحمن» و «أبا بكر»، بحيث يتم معاملة الاسم «عبد  الرحمن» مثلاً مثل «عبد الرحمن» بدون فراغ بين «عبد» و «الرحمن». هذا التعامل يضمن الوصول إلى الاسم بكلتا الصيغتين عند البحث بأي منهما.
- معالجة قواعد فرز الأسماء العربية مثل ابن عباس، أبابكر أو عبد السلام، حيث تختار المكتبة القاعدة التي تفضلها في فرز هذه الأسماء. هناك بعض المكتبات التي تفضل فرز الاسم الأول تحت حرف العين باستبعاد ابن والاسم الثاني تحت حرف الباء باستبعاد أبا أما الثالث فيفرز  تحت حرف السين بتجاهل عبد وال في حين يفضل بعض المكتبات الفرز على الأحرف الأولى، وأحيانا يتم المزج بين الأسلوبين.

#### التعامل مع نتائج البحث وأساليب الفرز المتاحة في نظام فيوفايند العربى
يوفر نظام فيوفايند العربى ميزات متقدمة في التعامل من نتائج البحث وطرق الفرز باللغة العربية، بما في ذلك ميزة البحث النطاقي Faceted Search التي تعتبر من الميزات المتقدمة في تبسيط وتوجيه نتائج البحث عن طريق توظيف تقنيات معالج البحث في النص الكامل، حيث يمكن للباحث صياغة بحث عام ومن ثم بمجرد الضغط على اسم مؤلف أو رأس موضوع في صندوق «إكتشف» يتم إعادة البحث في نتائج البحث السابقة.
المصادر
1. ↑  وصلة مرجع: https://web.archive.org/web/20240422140519/https://infrafinder.investinopen.org/solutions/vufind.
2. ↑  "The vufind Open Source Project on Open Hub: Languages Page". أهلوه. اطلع عليه بتاريخ 2018-07-18.
3. ↑  "Release 10.1.1". 13 يناير 2025. اطلع عليه بتاريخ 2025-01-29.

## وصلات خارجية
- فيوفايند على موقع Open Hub (الإنجليزية)
- الموقع الرسمي
- مستودع الشفرة المصدرية
- تجربة نظام فيوفايند
- تحميل نظام فيوفايند
- توثيق نظام فيوفايند